# Hanneles Himmelfahrt (1922)
Hanneles Himmelfahrt ist ein Filmdrama aus dem Jahr 1922 von Urban Gad. Die Literaturverfilmung basiert auf der gleichnamigen literarischen Vorlage Gerhart Hauptmanns. In der Titelrolle ist Margarete Schlegel zu sehen.

## Handlung
Der Film hält sich nur in den späten Visions-Passagen eng an die literarische Vorlage Hauptmanns, während er sich zu Beginn, in den realen Szenen, einige Freiheiten erlaubt.
Eine junge Frau freut sich auf ihre Zukunft mit ihrem Bräutigam, als ein harter Schicksalsschlag ihr Leben auf den Kopf stellt. Durch die Schuld von ihrem Vater verlässt der Bräutigam seine Frau, die von ihm ein Baby erwartet. Um Ehre und Moral aufrechtzuerhalten und um abgesichert zu sein, muss sie nun einen ungehobelten und rüden Handwerker heiraten. Nach dem Tod der Frau ist ihr Kind Hannele den Schikanen und Misshandlungen des Handwerkers, ihres Stiefvaters, ausgesetzt. Schließlich stirbt Hannele an den Folgen eines Selbstmordversuches, nachdem ihr im Fieberwahn der Einzug ins Himmelreich versprochen wird, sollte sie sich vom irdischen Dasein befreien.

## Produktionsnotizen
Der Film entstand zum Jahresbeginn 1922. Die feierliche Uraufführung war am 9. April 1922 in Berlins Staatsoper Unter den Linden mit Chor und Orchester unter der Leitung von Prof. Dr. Max von Schillings, in Österreich konnte man Hanneles Himmelfahrt ab dem 29. September 1922 sehen. Die Bauten entwarf Gustav A. Knauer.
Walter Rilla als Todesengel gab hier sein Filmdebüt. Theodor Loos spielte auch in der Tonfilmfassung von 1934 den Lehrer Gottwald.

## Kritiken
Paimann’s Filmlisten resümierte: „Das Sujet weicht in der Vorgeschichte wesentlich von Hauptmann ab, hält sich aber in den Visionsszenen ziemlich genau an den Vorwurf und erzielt starke Wirkungen. Die Darstellung war durchgehend ausgezeichnet, desgleichen die Aufmachung und photographische Durchführung.“

„Dieser stumme Film hatte seinen ehrenvollen Rang unter den Bearbeitungen von Hauptmanns Dramen für das Kino, etwa neben der ‚Rose Bernd‘ der Porten, neben Zelniks ‚Webern‘.“